# Амбам
Амбам e град в Камерун, намиращ се на границата с Екваториална Гвинея.
Населението на града е 16 060 души (2005 г.). Жителите на града спадат към етническата група фанг.